# Robert R. Sokal
Robert Reuven Sokal (* 13. Januar 1926 in Wien; † 9. April 2012 in Stony Brook, New York) war ein österreichisch-amerikanischer Ökologe, Evolutionsbiologe und Biostatistiker. Er wirkte von 1968 bis 1995 als Professor an der State University of New York at Stony Brook und gilt als Mitbegründer der numerischen Taxonomie. Für seine wissenschaftlichen Leistungen wurde er unter anderem zum Mitglied der American Academy of Arts and Sciences und der National Academy of Sciences ernannt.

## Leben
Robert Sokal wurde 1926 in Wien in einer jüdischstämmigen Mittelschichtfamilie als einziges Kind seiner Eltern geboren. Während der Zeit des Nationalsozialismus emigrierte er nach dem Anschluss Österreichs mit seiner Familie im Jahr 1939 über Italien nach Shanghai, wo er seine Schulbildung abschloss. An der dortigen Saint John’s University absolvierte er ein Studium der Biologie, das er 1947 mit einem Bachelor-Abschluss beendete.
Im gleichen Jahr wechselte Robert Sokal an die University of Chicago, an der er unter Betreuung des Populationsgenetikers Sewall Wright im Jahr 1952 die Promotion im Fach Zoologie erlangte. Anschließend ging er an die University of Kansas, an der er zunächst als Dozent für Entomologie fungierte und 1961 eine Professur für statistische Biologie erhielt. Im Jahr 1968 wurde er Professor in der neu entstandenen Abteilung für Ökologie und Evolutionsbiologie an der State University of New York at Stony Brook, an der er bis 1995 wirkte, darunter von 1980 bis 1983 als Leiter der Abteilung.
Robert Sokal war nach seiner Emeritierung als SUNY Distinguished Professor emeritus weiterhin wissenschaftlich tätig und nahm bis kurz vor seinem Tod an Veranstaltungen seines ehemaligen Fachbereichs teil. Er war von 1948 bis zu seinem Tod verheiratet sowie Vater eines Sohns und einer Tochter und starb 2012 in Stony Brook. Die Zeit seines Lebens in Shanghai, während der er seine chinesischstämmige Frau kennenlernte, wird in dem 2008 erschienenen biografischen Werk „Letzte Zuflucht Schanghai“ dargestellt.

## Wirken
Robert Sokal beschäftigte sich vor allem mit der quantitativen Analyse von Daten in den Biowissenschaften, insbesondere in den Bereichen Ökologie, Evolutionsbiologie, Populationsgenetik und biologische Systematik. Er gilt gemeinsam mit Peter Sneath (1923–2011) als Mitbegründer der numerischen Taxonomie, eines Klassifikationssystems in der Systematik basierend auf computergestützten Rechenverfahren zur Clusteranalyse. An der University of Kansas und an der State University of New York at Stony Brook betreute er insgesamt 25 Doktoranden.
Darüber hinaus veröffentlichte Robert Sokal über 200 wissenschaftliche Publikationen und 13 Fachbücher, von denen sechs in andere Sprachen übersetzt wurden. Zu seinen bekanntesten Werken zählt das gemeinsam mit F. James Rohlf verfasste und seit 1969 in bisher vier Ausgaben sowie weiteren Nachauflagen und Übersetzungen veröffentlichte Buch „Biometry: The Principles and Practice of Statistics in Biological Research“, das im Bereich der Biostatistik als Standardwerk gilt.

## Auszeichnungen
Robert Sokal wurde 1983 zum Fellow der American Association for the Advancement of Science ernannt sowie 1986 in die American Academy of Arts and Sciences und 1987 in die National Academy of Sciences aufgenommen. Darüber hinaus erhielt er 1975 und 1983 jeweils ein Guggenheim-Stipendium sowie 2004 den Darwin Lifetime Achievement Award der American Association of Physical Anthropologists. Die Universität Kreta verlieh ihm 1990 die Ehrendoktorwürde. An der State University of New York wurde er 1972 zum Leading Professor und 1991 zum Distinguished Professor befördert. Die American Society of Naturalists ernannte ihn zum Ehrenmitglied.

## Schriften (Auswahl)
- Principles of Numerical Taxonomy. San Francisco 1963 (als Mitautor)
- Numerical Taxonomy: The Principles and Practice of Numerical Classification. San Francisco 1973 (als Mitautor)
- Introduction to Biostatistics. New York 1973, 1987; Mineola 2009; spanische Ausgabe: Barcelona 1980, 1999 (als Mitautor)
- Biometry: The Principles and Practice of Statistics in Biological Research. San Francisco 1969, 1981; New York 1995, 2005, 2012; spanische Ausgabe: Madrid 1979